# Federação das Indústrias do Estado do Paraná
A Federação das Indústrias do Estado do Paraná (Fiep) é uma entidade de representação das indústrias do estado do Paraná. Sedia-se na cidade de Curitiba. 
Entidade-líder do Sistema Fiep, a Federação é mantida e administrada pela indústria paranaense e responde pela gestão do Sesi (Serviço Social da Indústria), do Senai (Serviço Nacional de Aprendizagem Industrial) e do IEL (Instituto Euvaldo Lodi). 
Como braço político deste segmento, o maior propósito da instituição é defender os legítimos interesses do setor, colaborando para o desenvolvimento da indústria nos cenários nacional e mundial.

## História
A Federação das Indústrias do Estado do Paraná foi criada em agosto de 1944, por Heitor Stockler de França, conjuntamente com a Federação Nacional, com o objetivo de coordenar, proteger e representar legalmente as diversas categorias econômicas da indústria do Paraná, visando promover a defesa de seus legítimos interesses.
Atualmente sua estrutura abrange departamentos que disponibilizam vários produtos e serviços nas áreas de Comércio Exterior, Jurídica, Relações Sindicais, Economia, Assuntos Legislativos, entre outras. Conselhos Temáticos e Setoriais desenvolvem debates com a sociedade para apontar as demandas industriais do Estado. A entidade ainda produz pesquisas e análises sobre a conjuntura econômica, propõe e discute estratégias relacionadas às questões dos diversos setores industriais, fornece ferramentas para o desenvolvimento dos sindicatos empresariais, oferece suporte a suas negociações coletivas, fomenta a realização de parcerias internacionais e facilita o acesso a linhas de crédito e a inovações.
A Fiep tem 108 sindicatos filiados e, com eles, forma um conjunto de entidades de classe que congrega toda a atividade industrial do Estado em suas mais de 42 mil indústrias, responsáveis pela geração de mais de 750 mil postos de trabalho.